# Adventure Island II
Adventure Island II – komputerowa gra platformowa stworzona przez Now Production i wydana przez Hudson Soft na platformę Nintendo Entertainment System w 1991 roku. Jest drugą grą z serii Adventure Island.